# Pitzenberg
Pitzenberg là một đô thị thuộc huyện Vöcklabruck thuộc bang Oberösterreich, Áo. Đô thị Pitzenberg có diện tích 6 km², dân số thời điểm năm 2006 là 516 người.